# I-Doser
I-Doser es una aplicación informática para reproducir sonidos lanzada a la venta en 2007. Este contenido de audio, que se comercializa de manera separada, ha llamado la atención de algunos medios de comunicación debido a que supuestamente ayudaría a alcanzar sensaciones semejantes a las producidas por algunas drogas ilícitas, gracias al uso de pulsos binaurales. El reproductor I-Doser, que ha sido descargado de Internet más de un millón de veces, está basado en la tecnología del generador de pulsos binaurales SBaGen, que está protegido por la licencia GNU General Public License.

## Investigaciones científicas
Según varios estudios, los pulsos binaurales tienen efectos cerebrales apreciables en relación con el grupo control.
Según otros estudios los pulsos binaurales no pueden producir un estado alterado de conciencia. Científicos como Steven Novella, neurólogo de la universidad de Yale, han asegurado que no existe ninguna investigación que confirme que funcionen más allá del efecto placebo. Los investigadores de la Universidad de Salud y Ciencia de Oregón han manifestado su escepticismo sobre la base científica de I-Doser, citando un estudio científico con cuatro personas que demostraba que no existen pruebas que avalen la “sincronización de ondas cerebrales”. Otras universidades también han manifestado su escepticismo.